# Celeste, Texas
Celeste är en ort i Hunt County i Texas längs U.S. Route 69. Vid 2010 års folkräkning hade Celeste 814 invånare.